# 大原御幸

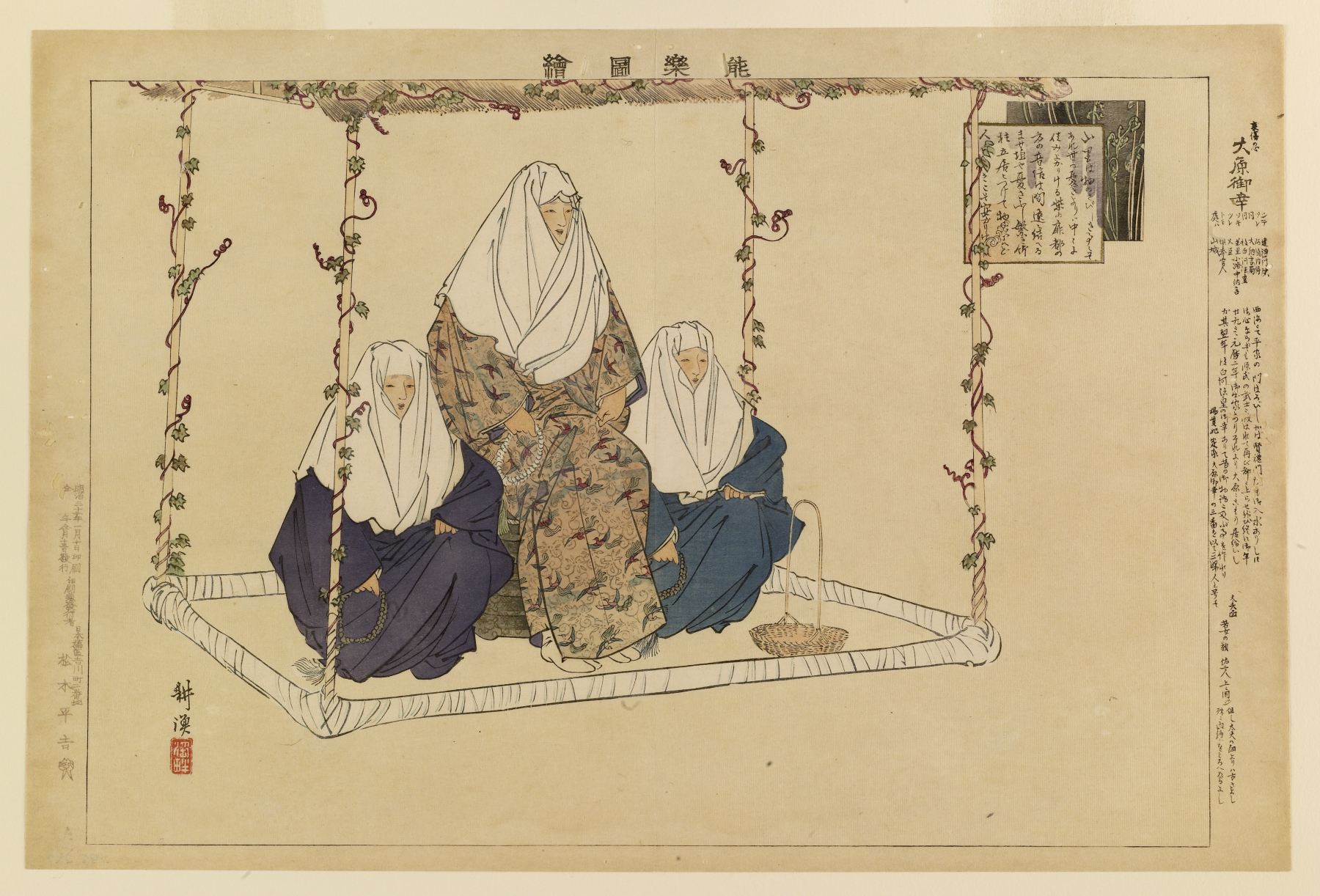
大原御幸（月岡耕漁『能楽図絵』）

大原御幸（おおはらごこう、おはらごこう）とは、平氏滅亡後に大原に出家・隠棲した建礼門院（平徳子）を後白河法皇が秘かに訪問したとされる故事。御幸の真偽については不明だが、『平家物語』諸本、説話集『閑居友』に記述がある。『閑居友』は「かの院の御あたりの事を記せる文（後白河院の周辺の事について記した文）」から書き写したとしている。『平家物語』延慶本では巻六末廿五「法皇小原ヘ御幸成ル事」に記載されており、小原と表記されている。『閑居友』と『平家物語』の関連性については議論があり、どちらが先行したものであるかについては定まった見解はない。

## 『平家物語』における記述

### 覚一本の経緯
『平家物語』（覚一本）の灌頂巻では以下のような経緯となっている。

#### 対面
壇ノ浦の戦いで安徳天皇や一門を失い京都に戻った徳子は、洛東の吉田に隠棲して出家する。しかし、7月9日の大地震で居住していた坊が壊れ、9月には比叡山の北西の麓、大原の寂光院に入った。年が明けた文治2年（1186年）春、後白河法皇は大原の閑居への御幸を思い立つが、2月・3月は風が厳しく寒さも残っていた。夏となり賀茂祭（4月14日）が過ぎた頃、後白河は徳大寺実定・花山院兼雅・土御門通親ら公卿・殿上人・北面武士を引き連れて鞍馬街道を通り大原に向かった。
一行が寂光院に着いた時、徳子は裏の山へ花を摘みに行って留守だった。後白河が「女院自ら花を摘みに行くとは痛わしいことだ」と同情すると、留守を預かっていた老尼が「捨身の修行に身を惜しんではならないのです。現在の運命は過去の因によって決まり、未来の運命は今何をするかによって決まるのですから」と答えた。後白河が感心して「そういうお前は誰だ」と尋ねると、老尼は信西の娘・阿波内侍と素性を明かした。やがて二人の尼が山を降りてきた。徳子と重衡の妻・大納言典侍（藤原輔子）だった。徳子は思いもかけない後白河の来訪に戸惑ったが、阿波内侍に促されて対面した。

#### 六道語り
後白河が「天人五衰の悲しみは人間の世界にもあったのですね。ここにはどなたかお見えになりますか」と尋ねると、徳子は「誰も訪ねては来ません。妹の隆房の北の方や信隆の北の方から時々使いが来ることはあります。今は一門と先帝の成仏を祈っています」と答えた。後白河が「人間の世界に転変があるのは今更驚くものではないが、これほど変わり果てた姿を見ると悲しみでやり切れない思いがします」と憐れんだのに対して、徳子は自らの人生を振り返り仏教の世界観である六道になぞらえて語り出した。
- 天上道

「私は平清盛の娘として生まれ、天皇の母となり全てが思いのままでした。明けても暮れても何の不自由もない贅沢な生活を過ごしていた様子は、天上界もこのようなものかと思うほどでした。ところが寿永2年の秋、木曾義仲に都を追われ、源氏物語で名は聞いても見たことのない須磨や明石の浦を船で辿った時は悲しみに耐えられず、天人五衰の悲しみのようだと思いました」
- 人間道

「人間界には様々な苦しみがありますが愛別離苦（愛する者と別れる苦しみ）、怨憎会苦（憎い者に会う苦しみ）は特に思い知らされました。筑前国大宰府では緒方惟栄に追い払われ、立ち寄って休むところもなくなりました。10月に清経が入水したのは悲しいことの始まりでした」
- 餓鬼道

「浪の上で朝から晩まで暮らしていて、食事にも事を欠く有様でした。たまたま食べ物があっても水が無くては調理できず、目の前にたくさん水があっても海水なので飲むことができないことは餓鬼道の苦しみかと思いました」
- 修羅道

「室山・水島の戦いに勝って人々も少し明るくなりましたが、一ノ谷の戦いで一門が多く滅んだ後は明けても暮れても戦いの鬨の声が絶えることはなく、親は子に先立たれ、妻は夫に別れ、沖の釣り船を見て敵船かと脅え、遠方の松の白鷺を見て源氏の白旗かと心配する日々が続きました」
- 地獄道

「壇ノ浦の戦いの前に二位尼が『男が生き残ることは、千、万に一つもありえないでしょう。昔から女は殺さない習わしですから何とかして生き永らえて天皇と私の後生を弔いなさい』と申しました。もはやこれまでとなり二位尼が先帝を抱いて船ばたへ出ると、帝は呆然としたご様子で『尼前、私をどこへ連れて行くのか』と仰せられました。二位尼は『君は前世の善行の果報で万乗の主となられましたが、悪縁にひかれてその運も尽きてしまいました。この国はつらいところですから、極楽浄土という素晴らしい世界へお連れします』と泣く泣く申されて海に沈みました。その様子は目もくらみ気を失ってしまいそうなほどで、帝の面影は忘れようとしても忘れられず、悲しみに耐えようとしても耐えられません。後に残った人々のわめき叫ぶ声は、地獄の罪人のようでした」
- 畜生道

「武士に捕らえられ都に戻る途中の明石浦で、先帝と一門が昔の内裏よりはるかに立派なところに威儀を正して居並んでいる夢を見ました。『ここはどこでしょうか』と尋ねると、二位尼らしい声が『龍宮城』と答えました。『素晴らしいところですね。ここに苦しみはないのでしょうか』と尋ねると、『龍畜経の中に書いてあります。よくよく後世を弔ってください』と言われて目が覚めました」
徳子は「これらは六道に違いないことと思いました」と結び、後白河は「これほどはっきりと六道を見たという体験はたいへん珍しいことです」と涙を流した。夕陽が傾き寂光院の鐘が鳴ると、後白河は名残惜しく思いながら涙を抑えて還御した。一行を見送った後、徳子は「先帝聖霊、一門亡魂、成等正覚、頓証菩提（先帝の御霊や一門の亡魂が正しい悟りを開いて、すみやかに仏果が得られますように）」と祈った。

### 他本の語り
『平家物語』には多くの異本があり、諸本による話の違いが大きい。『平家物語』は一人の作者が最初から順を追って書いたものではなく、様々な記録文書・伝承を編集して作られた。膨大な作者・編者による数知れぬ改編作業によって生み出された諸本はどの本が原型か断定できるものではなく、どの本にも古い面と新しい面が混在している。大原御幸の章における徳子の語りも、諸本により内容が大きく異なっている。

#### 恨み言の語り
源平盛衰記では、対面してすぐに徳子は後白河に激しい恨みの言葉を並べ立てている。話の要点は「都落ちにおける後白河の比叡山脱出」と「後白河の命令（一院の御諚）による緒方惟義の大宰府攻撃」の二つに絞られる。この後白河への恨みの言葉は長門本や四部本にも見られ、特に長門本では六道語りの二倍以上に及んでいる。
延慶本は恨み言の語りを載せていないが、六道語りの屋島落ち（餓鬼道）と壇ノ浦（地獄道）の間に、六道に対応しない大宰府落ちの記事を挟んでいる。大宰府落ちは恨み言の語りの中心を成すもので、緒方惟義の攻撃を「宣旨とかやとて」と後白河の命令とするのも、源平盛衰記・長門本・四部本に共通している。
覚一本は大宰府落ちを六道語りの人間道に取り入れ、緒方惟義の攻撃を「怨憎会苦」と位置づけている。佐伯真一は、覚一本は恨み言の語りを六道語りの中に吸収したが、延慶本はうまく統合・改作することができずに残存してしまったのではないかと推測している。

#### 安徳天皇追憶の語り
覚一本では六道語りの地獄道における、安徳天皇入水の場面が異様に長い。しかし肝心の地獄の描写は、最後の「後に残された人々のわめき叫ぶ声が地獄の罪人のようだった」という部分だけで、安徳天皇入水は地獄の比喩とは必ずしも言い難い。一方、延慶本では徳子が安徳天皇の入水について、六道語りとは別立てで語っている。延慶本は恨み言の語りがない代わりに、安徳天皇の回想が最も詳細な部分となっている。また『平家物語』は徳子の生き残った理由について、壇ノ浦の場面では「海に飛び込んだが武士に引き上げられた」としながら、大原御幸の場面では「母に生き残るように説得された」とするなど、相互矛盾を引き起こしている。
これらのことから、安徳天皇入水の場面は本来は『平家物語』とは別のもので、後から取り入れられたものではないかと考えられる。『平家物語』以外で唯一、大原御幸を記す『閑居友』ではそのほとんどが安徳天皇の回想で占められている。ここでの徳子は後白河への恨みも六道も語らず、ひたすら我が子と母のために祈る平凡な女性であり、徳子の実像に近いように思われる。徳子と共にいる尼について『平家物語』は阿波内侍・大納言典侍とするが『閑居友』は固有名を記していないことからも、『閑居友』の形が原型であり『平家物語』はそれを取り入れて脚色したのではないかと推測される。もっとも『閑居友』自体が「かの院の御あたりの事を記せる文」によって書いたとしているので、『平家物語』も直接「かの院の御あたりの事を記せる文」から取り入れた可能性もある。

#### 畜生道について
覚一本の六道語りでは、畜生道は龍宮の夢の話になっている。しかし、他の五道が徳子の苦しみを伴う体験であるのに対して、畜生道だけが夢の話であるのは無理にこじつけた感がある。一方、延慶本・四部本・源平盛衰記は畜生道を兄（宗盛・知盛）との姦淫（道義に外れた男女の交わり）とする。宗盛・知盛・徳子は同母兄妹であり、これは近親相姦としか言いようがない。覚一本は琵琶法師のテキストとして作られた語り本であり、あまりに刺激的な近親相姦の話は削除せざるを得ず、代わりに龍宮の夢を畜生道に当てたと思われる。
仏教における畜生道は弱肉強食の世界であり、性的な意味は希薄である。しかし、中国では古来から匈奴などの北方民族の風習である「寡婦相続婚」「父子一妻婚」を人間以下の行為＝禽獣と表現し、父子の別を重んじる儒教的見地から激しく嫌悪していた。畜生と禽獣は似たような言葉で混同されることが多く、禽獣の性的乱れという属性がいつしか仏教語の畜生に流入したものと見られる。
近親相姦の真偽は一切不明である。宗盛・知盛・徳子ら一門の人々が同じ船に乗るのは当然のことであるし、船内の様子を見ていたのは平氏の人々に限られる。平氏の人々が都に戻って、そのような悪意ある噂を流したとも考えにくい。したがって問題は、なぜ『平家物語』の編者がこのような話を六道語りに取り入れたかということになる。
中世の仏教は「所有三千界、男子諸煩悩、合集為一人、女人之業障（世界中の男性の煩悩を全て集めても、女性の一人分の業障に過ぎない）」「女人地獄使、能断仏種子、外面似菩薩、内面如夜叉（女性は地獄の使いで人の持つ仏性の種を断ってしまう。外面は菩薩のようでも、内面は夜叉のように恐ろしい）」といった言葉を生み出すなど女性差別的な傾向が強く、女性は男性とは違い修行ではなく苦難を経なければ悟りを得ることはできないとしていた。六道語りは『平家物語』の中で最も仏教的色彩の濃い部分であり、徳子を道徳的に貶める畜生道の語りも、当時の仏教における女性観を反映したものと推測される。
もっとも六道語りの畜生道を、そのような仏教的観点で全て説明できるわけではない。源平盛衰記は、徳子と宗盛の姦淫を都落ち以前にまで遡及させ、安徳天皇を宗盛の子としたり、徳子と義経の姦淫もあったと記す。これらは他本にはなく、源平盛衰記の加筆と判断して間違いない。源平盛衰記は荒唐無稽な話を多く挿入し、全体的に暴露趣味・露悪趣味といった傾向がある。零落した元中宮・国母に対して卑俗な視線を注いだ編者がいたことを示すものといえる。

## 『閑居友』における経緯
『閑居友』下巻第八話「建礼門女院の御庵に忍びの御幸の事」では法皇が最初に出会った尼僧は阿波内侍ではなく、女院との関係性が明示されない老尼で、女院の境遇は「戒行不足」のためであると述べている。女院は安徳を「先帝」ではなく「今上」と呼び続けており、生き延びた理由も二位尼に平家の人々の後生を祈るよう命じられたからであるとしている。女院の回想の場面では六道語りはなく、安徳の身投げについての記述がメインとなる。法皇一行は涙に暮れながら帰るが、『平家物語』と異なり、仏教的な感慨に浸ることはない。

## 大原御幸を題材とした作品

### 平曲
- 大原御幸（おはらごこう）

灌頂巻5曲の中に収録されている。

### 能
- 大原御幸 / 小原御幸（おはらごこう）

三番目物であり、現在は鬘物とされる。作者は金春禅竹ともいわれるが不詳。『平家物語』に取材した作品で、「楊貴妃」「定家」とともに三婦人と呼ばれる。喜多流では『小原御幸』と表記される。

### 絵画
- 下村観山「大原御幸」（絹本彩色、絵巻。1908年）[9]
- 「大原御幸図屏風」 - 近世初期に書かれたものが7点現存している。